# Гетто в Колышках (Лиозненский район)
Гетто в Колы́шках (лето 1941 — 18 марта 1942) — еврейское гетто, место принудительного переселения евреев деревни Колышки Лиозненского района Витебской области и близлежащих населённых пунктов в процессе преследования и уничтожения евреев во время оккупации территории Белоруссии войсками нацистской Германии в период Второй мировой войны.

## Оккупация Колышек и создание гетто
По переписи 1939 года численность евреев местечка Колышки (Яськовщинский сельсовет) составляла 67,4 % от числа жителей — самый высокий процент по всей Витебской области. 10 июля 1941 года Колышки были оккупированы немецкими войсками. Эвакуироваться почти никому не удалось — никто не предполагал, что немцы зайдут так далеко, к тому же до железной дороги было очень далеко — 20 километров, а транспорта никакого не было.
Нацисты сразу открыли полицейскую управу и назначили старосту. В местечке были как местные евреи, так и бежавшие из Витебска. Реализуя нацистскую программу уничтожения евреев, немцы создавали гетто почти во всех городах и населённых пунктах Беларуси, где проживало еврейское население. Так и в Колышках сразу после оккупации всех евреев согнали в гетто, запретив покидать его без дозволения и обязав под угрозой смерти носить на одежде жёлтую звезду. За помощь евреям наказанием был расстрел.

## Условия в гетто
Жизнь в гетто была невыносимой — евреи ютились по пять семей в одном доме, голодные и больные. Заболевших сыпным тифом нацисты сразу расстреливали.
Полицаи безнаказанно зверствовали, грабя и убивая евреев, с садистским удовольствием напоминая им, что в соседних местечках Сураже, Яновичах, Добромысле и Рудне евреев уже убили, и «скоро возьмутся и за вас». Прямо на улице убили Мину Амромину, Григория Фомина, беженца из Витебска Зяму. Подростка Хаима Бляхера и старика Вульфа Мерзляка избили до полусмерти, а его брата заставили до изнеможения бегать, потом убили ударами прикладом по голове. Пятеро евреев были убиты за то, что осмелились побираться в деревне.

## Уничтожение гетто
17 марта 1942 года рано утром карательный отряд полностью оцепил местечко. На следующий день всех евреев убили в Адаменском рву возле Лиозно.

## Случаи спасения и «Праведники народов мира»
В Колышках 2 человека — Пакульницкий Иосиф и Пакульницкая Евгения — за спасение Рошиньской (Поташник) Цили были удостоены почетного звания «Праведник народов мира» от израильского мемориального института «Яд Вашем» «в знак глубочайшей признательности за помощь, оказанную еврейскому народу в годы Второй мировой войны».

## Память
Обелиск в память о жертвах геноцида евреев в Колышках был установлен только в 2003 году.